# Thouaré-sur-Loire

Localització de Thouaré-sur-Loire

Thouaré-sur-Loire (en bretó Tarvieg, en gal·ló Touaré sur Loère) és un municipi francès, situat a la regió de país del Loira, al departament de Loira Atlàntic, que històricament ha format part de la Bretanya. L'any 2006 tenia 7.375 habitants. Limita al nord amb Carquefou, al nord-est amb Mauves-sur-Loire, a l'oest amb Sainte-Luce-sur-Loire, al sud amb Saint-Julien-de-Concelles i al sud-est amb La Chapelle-Basse-Mer.

## Demografia
| Evolució de la població |      |      |      |      |      |      |      |      |
| 1793                    | 1800 | 1806 | 1821 | 1831 | 1836 | 1841 | 1846 | 1851 |
| -                       | 637  | -    | -    | -    | -    | -    | -    | -    |

| 1856 | 1861 | 1866 | 1872 | 1876 | 1881 | 1886 | 1891 | 1896 |
| ---- | ---- | ---- | ---- | ---- | ---- | ---- | ---- | ---- |
| -    | -    | 1023 | -    | -    | -    | -    | -    | -    |

| 1901 | 1906 | 1911 | 1921 | 1926 | 1931 | 1936 | 1946 | 1954 |
| ---- | ---- | ---- | ---- | ---- | ---- | ---- | ---- | ---- |
| -    | -    | -    | 1007 | -    | -    | 1133 | -    | 1560 |

| 1962 | 1968 | 1975 | 1982 | 1990 | 1999 | 2006 | 2011 | 2016 |
| ---- | ---- | ---- | ---- | ---- | ---- | ---- | ---- | ---- |
| 1709 | 1974 | 2887 | 4505 | 5140 | 6661 | 7449 | -    | -    |

| 2019 | - | - | - | - | - | - | - | - |
| ---- | - | - | - | - | - | - | - | - |
| -    | - | - | - | - | - | - | - | - |

## Administració
| Període   | Identitat        | Partit |
| --------- | ---------------- | ------ |
| 2001-2008 | Pierre Aillet    |        |
| 2008-     | Bernard Chesneau | PS     |